# Radio-télévision belge de la Communauté française
Radio télévision belge de la communauté française (Belgiumi Francia Közösség Rádió és Televíziója, rövidítése: RTBF) Belgium Francia közösségének közszolgálati médiuma, Belgium másik két közszolgálati műsorszórója a holland nyelvű Vlaamse Radio- en Televisieomroeporganisatie (VRT), ami a Flamand Közösségben működik és a német nyelvű Belgischer Rundfunk (BRF).
Az RTBF négy televíziós és hat rádiócsatornát üzemeltet.

## Története

### 1930-1945
A társaság elődje az 1930-ban alapított szövetségi alapon működött Belga Országos Műsorszóró Intézmény (franciául: Institut national belge de radiodiffusion (INR), hollandul: Belgisch Nationaal Instituut voor de Radio-omroep (NIR)). Ezt a társaságot azonban 1940-ben, a német megszállást követően felszámolták. Ezt követően német vezetéssel létrejött a Radio Bruxelles. A társaság számos egykori munkatársát kitelepítették Londonba a BBC központjába, itt létrehozták a Belga Emigráns Kormány információs minisztériumának jóváhagyásával a Office de Radiodiffusion Nationale Belge (RNB) (Belga Nemzeti Rádiós Műsorszóró Iroda)  műsorszóró társaságot, akik a Radio Belgique / Radio België műsorát közvetítették.

### 1945-1977
A háború után mind az INR és az RNB egyidejűleg létezett, majd 1945-ben egy királyi rendelet értelmében egyesítették a két társaságot és az INR-t visszaállították eredeti formájában. 1950-ben az INR volt az egyik alapítója az Európai Műsorsugárzók Uniójának. 1953-ban megkezdődött a televíziós műsorok sugárzása, napi két órás adással. 1960-ban az INR bekerült az RTB (Radio-Télévision Belge)  rendszerébe és a társaság Brüsszelen belül a Reyers épültbe költözött. 1971-ben közvetítették az első színes műsorukat. 1973-tól az RTB hírműsora színesben sugároz.

### 1977 óta
1977-ben életbe lépett a közigazgatási reform, aminek keretében Belgium szövetségi állam lett és létrejöttek a nyelvi közösségek. Az RTB francia nyelvű részlege RTBF néven működött tovább. Ekkor született meg a második csatorna RTbis néven, ami 1979-től Télé 2 néven működött. 1984-ben az RTBF a többi francia nyelvű televíziós társasággal, mint a TF1, Antenne 2, FR3 és a svájci TSR létrehozza a TV5 frankofón csatornát.
Alapvető változást hozott 1987-ben az RTL TVI kereskedelmi csatorna elindulása, amivel a francia közösség első magán televíziója indult el. Anyagi okok miatt 1989-ben az RTBF-nek a második Wilfried Martens vezette kereszténydemokrata kormány engedélyezte a kereskedelmi hirdetések sugárzását.
1993-ban az RTBF részt vett az Euronews pán-európai hírcsatorna létrehozásában és számos koprodukciós műsoron dolgozott az Arte német-francia kulturális csatornával.

## Csatornák

### Televíziós csatornák
| Csatorna neve | Tematika                                  | Indulás dátuma       | Logó |
| ------------- | ----------------------------------------- | -------------------- | ---- |
| La Une        | általános tematikájú főcsatorna           | 1953. október 31.    |      |
| Tipik         | fiatal felnőtteknek szóló csatorna        | 1997. március 1.     |      |
| La Trois      | fiataloknak szóló műsorok                 | 2007. november 30.   |      |
| OUFtivi       | mesecsatorna                              | 2010. szeptember 26. |      |
| Arte Belgique | kulturális csatorna az ARTE támogatásával | 2006. szeptember 25. |      |

## Fordítás
- Ez a szócikk részben vagy egészben  a   RTBF című angol Wikipédia-szócikk ezen változatának fordításán alapul.  Az eredeti cikk szerkesztőit annak laptörténete sorolja fel. Ez a jelzés csupán a megfogalmazás eredetét és a szerzői jogokat jelzi, nem szolgál a cikkben szereplő információk forrásmegjelöléseként.
- Ez a szócikk részben vagy egészben  a   Radio-télévision belge de la Communauté française című francia Wikipédia-szócikk ezen változatának fordításán alapul.  Az eredeti cikk szerkesztőit annak laptörténete sorolja fel. Ez a jelzés csupán a megfogalmazás eredetét és a szerzői jogokat jelzi, nem szolgál a cikkben szereplő információk forrásmegjelöléseként.